# Jambiliara
Jambiliara är ett släkte av insekter. Jambiliara ingår i familjen vårtbitare.
Kladogram enligt Catalogue of Life:
| Jambiliara | \| \| Jambiliara laticauda \| \| \| \| \| \| Jambiliara macroptera \| \| \| \| \| \| Jambiliara moultoni \| \| \| \| |
|            | \| \| Jambiliara laticauda \| \| \| \| \| \| Jambiliara macroptera \| \| \| \| \| \| Jambiliara moultoni \| \| \| \| |
|            | Jambiliara laticauda                                                                                                 |
|            | |
|            | Jambiliara macroptera                                                                                                |
|            | |
|            | Jambiliara moultoni                                                                                                  |
|            | |